# Seilbahn Kaufhaus Weipert

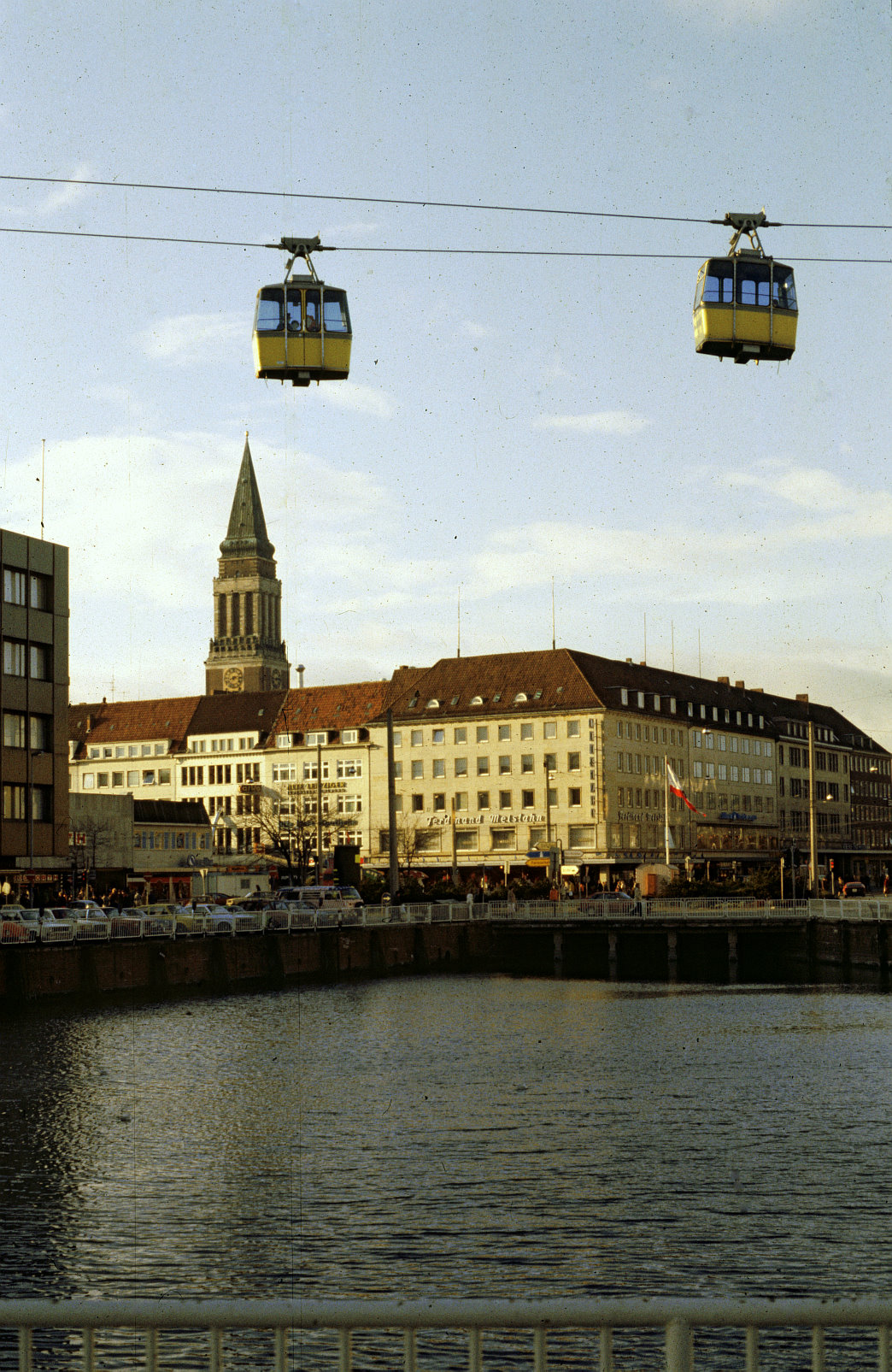
Die Seilbahn Kaufhaus Weipert in Kiel um 1980

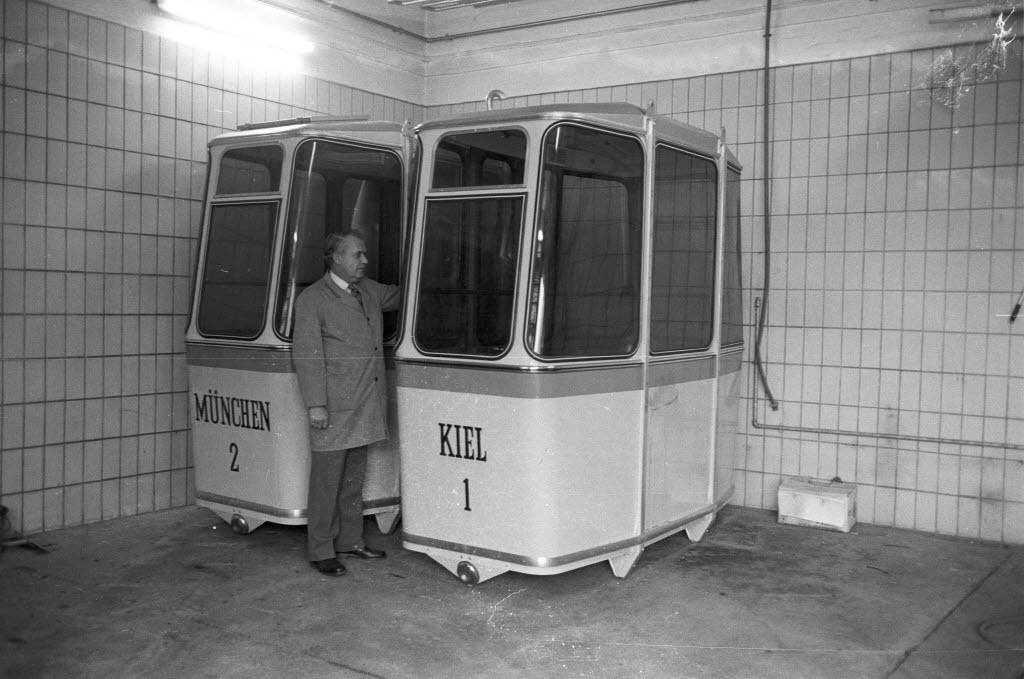
Die angelieferten Gondeln

Die Seilbahn Kaufhaus Weipert war eine 143,72 Meter lange Einseilpendelbahn in Kiel und die einzige Luftseilbahn für den Personenverkehr in Schleswig-Holstein. Sie verband das oberste Stockwerk des Kaufhauses Weipert über die Straße Wall und den alten Bootshafen hinweg mit dem obersten Deck des unternehmenseigenen Förde-Parkhauses. Die Anlage ersparte somit den mit dem Pkw anreisenden Kunden den Umweg über die vielbefahrenen Straßen am alten Bootshafen oder die Holstenbrücke.

## Geschichte
Die Entstehung der Kieler Seilbahn geht auf einen Ideenwettbewerb des Kaufhauses zurück, den im Jahr 1971 der Kieler Fritz Schwarplies gewann. Der Inhaber des Kaufhauses, Franz Weipert, war von dieser Idee so begeistert, dass er sie drei Jahre später in die Tat umsetzte. Die in einer Höhe von 18 Metern verlaufende Bahn wurde vom Schweizer Unternehmen Willy Habegger gebaut und ging am 28. März 1974 in Betrieb. Lieferant der Anlage war die Firma Von Roll aus Bern. Es waren anfangs zwei gelb lackierte Kabinen vorhanden, welche die Bezeichnungen 1 Kiel und 2 München trugen, mit je einem Kabinenbegleiter besetzt waren und jeweils 15 Fahrgäste befördern konnten. Die Gesamtkapazität der Anlage betrug ursprünglich bis zu 300 Fahrgäste stündlich. 1986, als ein Immobilienfonds Gebäude und Anlage übernahm, wurde allerdings die Kabine 1 Kiel stillgelegt um Personalkosten zu sparen.
Die einfache Fahrt dauerte 70 Sekunden und war kostenlos. Den Fahrgästen bot sich dabei ein eindrucksvoller Blick über die Kieler Altstadt, weshalb die Anlage auch als Touristenattraktion galt. Im Dezember 1988 wurde die Seilbahn aus finanziellen Gründen stillgelegt. Ihre Unterhaltskosten betrugen jährlich 70.000 D-Mark, zudem wäre 1989 ein neues Seil erforderlich gewesen, welches allein 30.000 D-Mark gekostet hätte. Ende Mai 1991 erfolgte schließlich die Demontage der Anlage, im Laufe der Jahre benutzten dabei über drei Millionen Personen die Bahn. Eine der beiden Kabinen war anschließend noch bis 2007 am Skagerrakufer im Stadtteil Friedrichsort aufgestellt, bis die Stadt Kiel im Zusammenhang mit dem Verkauf des Schulgeländes an die Lernwerft die Kabine dort entfernte.
Nach Vorgaben der Europäischen Union wurde 2004 ein Landesseilbahngesetz verabschiedet. Das Gesetz ist ohne praktischen Anwendungsbereich, da es – abgesehen vom temporär auf dem Bungsberg aufgebauten Schlepplift für Skifahrer – in Schleswig-Holstein keine derartigen Bahnen mehr gibt.